# Scarabaeus fritschi
Scarabaeus fritschi là một loài bọ cánh cứng trong họ Bọ hung (Scarabaeidae).